# Fabrice Noël
Fabrice Noël (Gressier, Haití, 21 de julio de 1985) es un exfutbolista de Haití que jugaba en la posición de delantero centro.

## Carrera

### Club
| Periodo   | Club                       |
| --------- | -------------------------- |
| 2001-2002 | Racing Club Haïtien        |
| 2005-2006 | Colorado Rapids            |
| 2007-2009 | Puerto Rico Islanders      |
| 2010-2012 | Shanghai East Asia         |
| 2013-2014 | San Antonio Scorpions      |
| 2014      | ATM FA                     |
| 2015      | Tampines Rovers            |
| 2015      | Kuantan FA                 |
| 2016      | Chittagong Abahani Limited |
| 2016      | Kuala Lumpur FA            |

### Selección nacional
Jugó para Haití en 20 ocasiones de 2006 a 2009 y anotó cinco goles; participó en dos ediciones de la Copa de Oro de la Concacaf.

## Logros
- Commissioner's Cup: 2008